# Нарушая запреты
«Нарушая запреты» (итал. Tra(sgre)dire) — эротический итальянский фильм 2000 года. Режиссёр — Тинто Брасс. Премьера в Италии состоялась 28 января 2000 года.

## Сюжет
Чувственная венецианка Карла Борин (Юлия Маярчук) работает стажёром в лондонской гостинице. Она ищет квартиру, чтобы её друг Маттео (Ярно Берарди) мог приехать к ней. Карла обращается в агентство недвижимости, где знакомится с эффектной женщиной Мойрой (Франческа Нунци). Бисексуальная красавица Мойра (Франческа Нунци) с первого взгляда вожделеет прелестную Карлу. Позднее, выполняя свои обязанности в качестве агента, Мойра находит ей квартиру с видом на Темзу. Когда вспыльчивый и ревнивый Маттео находит фотографию обнажённой Карлы и откровенные письма от её бывшего любовника француза Бернара (Мауро Лоренц), они ругаются по телефону. Злая на Маттео, Карла изменяет ему с Мойрой, а затем и с мужем Мойры. Маттео, отчаявшись, едет в Лондон.

## В ролях
- Юлия Маярчук — Карла
- Ярно Берарди — Маттео
- Франческа Нунци[итал.] — Мойра
- Макс Пароди[итал.] — Марио
- Мауро Лоренц — Бернар
- Витторио Аттене — Люка
- Лейла Сарли — Нина
- Антонио Салинес — падре
- Тинто Брасс — сотрудник фотоателье

## Ограничение трансляции в России
В июле 2005 года российскому телеканалу НТВ было вынесено предупреждение от Росохранкультуры за показ эротических фильмов. Претензии сводились к несанкционированному показу полной версии фильма «Нарушая запреты» в октябре 2004 года .
Официально телеканал имел лицензию на трансляцию этого фильма длительностью 68 минут, однако в телеэфире ленту показали с оригинальной продолжительностью в 1,5 часа, без купюр, со всеми сценами откровенного содержания.
Другой причиной также называется показ каналом в феврале фильма Брасса «О, женщины!» (2003) , вызвавший резонанс среди зрителей.
Реакцией НТВ на предупреждение от государственного ведомства стал полный вывод из сетки вещания телеканала всей эротической кинопродукции на рубеже середины и конца 2000-х годов.